# Regulate... G Funk Era, Pt. II
Albums de Warren G
The G-Files
(2009)
Regulate... G Funk Era, Pt. II est un EP du rappeur américain Warren G, sorti le 6 août 2015.

## Historique
Cet EP fait suite au premier album de l'artiste, Regulate... G Funk Era, sorti en 1994. L'album avait été un énorme succès, il a notamment été certifié triple disque de platine aux États-Unis. Le rappeur explique que ses fans lui ont souvent demandé une suite :

« C’est ce que les fans veulent et qui leur a manqué (…) Je partage juste ce son (G-Funk) qui leur a manqué et qui m’a été beaucoup demandé ces cinq dernières années… »

— Warren G
C'est le premier projet de Warren G depuis The G-Files (2009). Cet EP contient des enregistrements inédits de Nate Dogg, un ami de Warren G décédé en 2011.
Une version longue devait initialement voir le jour en 2016 selon Warren G.

## Listes des titres
| No | Titre                                                | Contient un (des) sample(s) de                   | Durée |
| -- | ---------------------------------------------------- | ------------------------------------------------ | ----- |
| 1. | Intro (featuring Reverened TaaaDow)                  |                                                  | 0:52  |
| 2. | My House (featuring Nate Dogg)                       | Our House de Madness My House de Rhythm Controll | 2:51  |
| 3. | Saturday (featuring E-40, Too $hort & Nate Dogg)     |                                                  | 3:39  |
| 4. | Keep On Hustlin (featuring Jeezy, Bun B & Nate Dogg) |                                                  | 3:52  |
| 5. | Dead Wrong (featuring Nate Dogg)                     |                                                  | 3:56  |